# Forțele Navale Ucrainene
Forțele Navale Ucrainene (în ucraineană Військово-Морські Сили Збройних Сил України) reprezintă o categorie de arme ce face parte din Forțele armate ale Ucrainei. Marina a fost înființată în anul 1992. 
Se compune din 5 sucursale: forța de suprafață, forța submarină, aviația marină, artileria de coastă  și infanteria marină. Forțele navale ale Ucrainei numără un personal total de 15,470 de oameni. 
Marina operează în bazinul Mării Negre (inclusiv Marea de Azov și Delta Dunării). Operațiuni îndepărtate ale Marinei ucrainene sunt limitate la activități multinaționale, cum ar fi Operațiunea Active Endeavour și Operațiunea Atalanta, în Marea Mediterană și Cornul Africii. 
Sediul central al Forțelor Navale din Ucraina a fost, până la evenimentele din 2014, situat la Sevastopol, în Crimeea.